# Star Trek: Discovery/Staffel 2
Dieser Artikel behandelt die 2019 erschienene, 14-teilige zweite Staffel der US-Fernsehserie Star Trek: Discovery.

## Episoden
| Nr. (ges.) | Nr. (St.) | Deutscher Titel                   | Originaltitel                 | Erstveröffentlichung USA | Deutschsprachige Erstveröffentlichung (D-A-CH) | Regie                | Drehbuch                                                                                 |
| --- | --------- | --------------------------------- | ----------------------------- | ------------------------ | ---------------------------------------------- | -------------------- | ---------------------------------------------------------------------------------------- |
| 16 | 1         | Bruder                            | Brother                       | 17. Jan. 2019            | 18. Jan. 2019                                  | Alex Kurtzman        | Ted Sullivan, Gretchen J. Berg, Aaron Harberts                                           |
| Eine Rückblende auf Burnhams Kindheit zeigt, wie Sarek sie mit dem jungen Spock bekannt macht, der ihr dabei aber wortlos die Tür vor dem Kopf zuschlägt. In der Gegenwart übernimmt der von der Enterprise kommende Captain Pike das Kommando über die Discovery, um ein Signal ähnlich einer Energieverzerrung zu untersuchen, das kürzlich zeitgleich mit sechs anderen, zehntausende Lichtjahre voneinander entfernt, in der Milchstraße erschienen ist. Stamets plant, die Discovery dauerhaft zu verlassen, da er Culber vermisst. In der Nähe des Ausgangsorts des Signals angelangt, entdeckt die Discovery-Crew ein beschädigtes medizinisches Sternenflottenraumschiff auf einem Asteroiden, der in wenigen Stunden mit einem Pulsar kollidieren wird. Nachdem ein Außenteam um Pike und Burnham in Pods genannten Einzelraumschiffen durch ein Asteroidenfeld bis zu dem betreffenden Asteroiden geflogen ist, entdeckt es die Ingenieurin Reno, die seit einem Unfall ihres Schiffes vor über zehn Monaten mehrere Schwerverletzte künstlich am Leben erhält. Ehe der Asteroid vaporisiert wird, kann das Außenteam die Verletzten auf die Discovery bringen und kann die Discovery-Crew eine Gesteinsprobe des Asteroiden nehmen, den Tilly verdächtigt, aus dunkler Materie zu bestehen. Obwohl die Mission nun für Pike abgeschlossen ist, verbleibt er auf seinem Posten, auch weil die Enterprise zu schwer beschädigt ist. Burnham rätselt, warum ihr Adoptivbruder Spock, der schon seit einiger Zeit eine unbegrenzte Auszeit von seinem Dienst genommen hat, den Kontakt mit ihr meidet, und untersucht zu dem Zweck Spocks Quartier auf der Enterprise, wo sie rätselhafte Energiesignale entdeckt. |           |                                   |                               |                          |                                                |                      |                                                                                          |
| 17 | 2         | New Eden                          | New Eden                      | 24. Jan. 2019            | 25. Jan. 2019                                  | Jonathan Frakes      | Vaun Wilmott, Sean Cochran; Idee: Akiva Goldsman, Sean Cochran                           |
| Burnham entdeckt in Spocks Habseligkeiten bestimmte Computerdaten, die darauf hindeuten, dass er schon seit längerem etwas über die sieben Signale weiß. Daraufhin enthüllt ihr Pike, dass Spock seit einiger Zeit und auf eigenen Wunsch hin in psychiatrischer Therapie ist. Stamets glaubt, Culber kürzlich im Myzeliennetzwerk gesehen zu haben. Zur Erforschung des zweiten Signals springt die Discovery mit dem Sporenantrieb bis in die Nähe eines Planeten im Beta-Quadranten, von dem ein menschlicher Notruf ausgeht, der seit ca. 200 Jahren gesendet wird und damit aus einer Prä-Warp-Zeit stammt. Das Außenteam um Burnham und Pike erfährt, dass die Personen auf dem Planeten die Nachfahren von Menschen sind, die 2053 vor dem Dritten Weltkrieg hierher flohen und die Kolonie „New Eden“ nannten. Die Menschen glauben an eine Vermischung aller großen Weltreligionen und dass die Erde nicht mehr existiert. Die Discovery-Brückencrew entdeckt indes die von den radioaktiven Planetenringen ausgehende Gefahr, dass die Planetenoberfläche in Kürze in einen nuklearen Winter verfällt, und beseitigt die Gefahr in letzter Minute durch das Aussetzen des beim ersten Signal sichergestellten Asteroidenteils und dessen Gravitationskraft. Nach der Rückkehr des Außenteams auf die Discovery enthüllt Burnham gegenüber Pike, dass ihr auf dem Planeten die gleiche Engel-ähnliche Gestalt erschienen ist wie zuvor auf dem Asteroiden. Die gleiche Gestalt sieht Pike auf einem Video, das er von dem Planeten geholt hat, und das zum Grund für den Glauben der dortigen Bewohner wurde. |           |                                   |                               |                          |                                                |                      |                                                                                          |
| 18 | 3         | Lichtpunkt                        | Point of Light                | 31. Jan. 2019            | 1. Feb. 2019                                   | Olatunde Osunsanmi   | Andrew Colville                                                                          |
| Spocks Mutter Amanda, zugleich Burnhams Adoptivmutter, erfährt, dass Spock aus der psychiatrischen Anstalt entflohen ist und wegen des Mordes an drei Ärzten gesucht wird. Sie stiehlt seine Krankenakte und bringt sie zwecks Entschlüsselung mit an Bord der Discovery, wobei ihr eine Zeichnung aus Spocks Kindheit auffällt, die er „Roter Engel“ nannte – die gleiche Figur, die Burnham schon bei der Untersuchung des ersten Signals erschienen ist. Burnham gibt daraufhin zu, dass sie Spock, als sie noch Kinder waren, emotional verletzt hat, um ihn vor den vulkanischen Logik-Extremisten zu schützen. Auf Qo’noS bedroht Kol-Sha, Führer eines der klingonischen Häuser, den Sternenflottenoffizier Ash Tyler – der früher der Klingone Voq war – und die klingonische Kanzlerin L’Rell, weil sie insgeheim Eltern eines Kindes sind. Kol-Sha fordert von L’Rell, ihm ihr Amt zu übergeben. Stattdessen töten Tyler und L’Rell ihn mit der Hilfe von Philippa Georgiou, ehemalige Herrscherin des Terranischen Imperiums im Spiegeluniversum und nun Agentin der Sternenflottensektion 31. Gemeinsam überlisten sie Kol-Sha und sichern L’Rells Macht, indem sie den Hohen Rat Glauben machen, dass Tyler und das Kind tot sind. Georgiou bringt das Kind in ein Kloster und rekrutiert Tyler als Mitglied der Sektion 31. Burnham und Stamets benutzen Dunkle Materie, um einen Parasiten aus Fähnrich Tilly zu entfernen, der ihre Halluzinationen von einer alten Schulfreundin erzeugt hat. |           |                                   |                               |                          |                                                |                      |                                                                                          |
| 19 | 4         | Der Charonspfennig                | An Obol for Charon            | 7. Feb. 2019             | 8. Feb. 2019                                   | Lee Rose             | Alan B. McElroy, Andrew Colville; Idee: Gretchen J. Berg, Aaron Harberts, Jordon Nardino |
| Pike erhält von der ersten Offizierin der Enterprise Informationen über die Flugroute Spocks. Als die Discovery dieser Route folgt, reißt eine lebende, intelligente und planetoidengroße Sphäre das Schiff aus der Warpgeschwindigkeit und macht es bewegungsunfähig. Die Crew vermutet, dass die Sphäre gute Absichten hegt und riesige Mengen an Daten aus der ganzen Galaxis gesammelt hat, die sie nicht verlieren möchte, bevor sie stirbt. Die Gefangenschaft der Discovery bei der Sphäre löst in Saru das Vahar’ai aus, einen gewöhnlich tödlich endenden Lebensabschnitt in seiner Spezies, den Kelpianern. Die Sphäre übermittelt ihre Informationen an die Crew und stirbt, aber nicht ohne die Discovery freizugeben, damit sie nicht von der anschließenden Explosion betroffen ist. Saru bittet Burnham um Hilfe bei der Vorbereitung für seinen Tod, indem sie seine Nervenknoten entfernt, die bei ihm für das Gefühl von Gefahr sorgen. Allerdings fallen diese von selbst aus und lassen Saru gesund und ohne überwältigende Angst weiterleben. Währenddessen ergreift der Parasit von Tilly erneut Besitz, und zwar einmal mehr, indem er auf ihre Erinnerungen zugreift, um als eine Halluzination ihrer einstigen Schulfreundin May zu kommunizieren. Der Parasit behauptet, dass die Discovery beinahe sein Ökosystem zerstört hat, indem sie das Myzeliennetzwerk seiner Spezies für Raumsprünge mit dem Sporenantrieb benutzt hat. Anschließend zehrt er Tilly komplett auf, ohne eine Spur von ihr zu hinterlassen. |           |                                   |                               |                          |                                                |                      |                                                                                          |
| 20 | 5         | Die Heiligen der Unvollkommenheit | Saints of Imperfection        | 14. Feb. 2019            | 15. Feb. 2019                                  | David M. Barrett     | Kirsten Beyer                                                                            |
| Stamets und Burnham entdecken, dass Tilly in das Myzeliennetzwerk geholt wurde. Tilly erwacht dort in Gegenwart des von May verkörperten Parasiten, der ihre Hilfe beim Aufhalten eines Monsters will, welches ihre Welt verwüstet. Die Discovery entdeckt das Shuttle, das Spock für seine Flucht aus der Psychiatrie genutzt hat, jedoch ist nicht er an Bord, sondern Georgiou. Captain Leland von der Sektion 31 weist Ash Tyler der Discovery als Verbindungsoffizier zu, um sicherzustellen, dass die Discovery die eigenen Anstrengungen der Sektion 31 zum Auffinden von Spock nicht behindert. Die Discovery führt einen unvollständigen Sprung in das Myzeliennetzwerk durch, um Stamets und Burnham begrenzte Zeit zum Auffinden von Tilly zu geben, ehe das Netzwerk das Schiff aufgezehrt hat. Burnham und Stamets entdecken das Monster als Stamets' Ehemann Hugh Culber, den früheren Arzt der Discovery, der während des Krieges durch Voq ermordet worden war. Stamets war zum Zeitpunkt von Culbers Tod mit dem Netzwerk verbunden, wodurch seine Energie durch die Sporen wieder erschaffen wurde. Burnham überzeugt May davon, den Parasiten-Kokon, mittels dem Tilly in das Netzwerk gebracht worden ist, auf der Discovery zu verwenden, um Culbers Körper im normalen Raum wiederzuerschaffen. |           |                                   |                               |                          |                                                |                      |                                                                                          |
| 21 | 6         | Donnergrollen                     | The Sound of Thunder          | 21. Feb. 2019            | 22. Feb. 2019                                  | Douglas Aarniokoski  | Bo Yeon Kim, Erika Lippoldt                                                              |
| Ein weiteres der mysteriösen Signale führt die Discovery zum Planeten Kaminar, der Heimatwelt von Saru. Dort fordern die mit den Kelpianern verfeindeten Ba’ul von Pike, auf Saru zu verzichten, weil die Sternenflotte eingewilligt hat, sich aus dem Konflikt zwischen Ba’ul und Kelpianern herauszuhalten. Pike lehnt das ab, aber Saru liefert sich aus, um einen Kampf zu verhindern und um seine Schwester Siranna zu retten. Indes arbeitet Tilly mit der technologisch verbesserten Sternenflottenoffizierin Airiam, um die Informationen der Sphäre über Kaminar zu durchsuchen. Dabei erfahren sie, dass die nach dem Vahar'ai geborenen Kelpianer einst Kaminars dominante Spezies waren und beinahe die Ba’ul auslöschten. Diese überlebten nur, indem sie ihre überlegene Technologie dazu benutzten, Kelpianer zu selektieren, ehe sie ihre angstsignalisierenden Nervenknoten verlieren. Saru benutzt die Technologie der Ba’ul, um das Vahar’ai in allen Kelpianern auszulösen und hofft darauf, dass die beiden Spezies stattdessen auf eine friedliche Lösung hinarbeiten, sobald die Kelpianer befreit sind und die Wahrheit über ihre Vergangenheit von Siranna lernen, einer Priesterin. Die Ba’ul rächen sich für die Handlungen der Sternenflotte, indem sie Genozid versuchen; sie werden aber durch den Roten Engel gestoppt, der entsprechend Sarus optischer Wahrnehmung humanoid ist und einen hochfortschrittlichen Anzug trägt. |           |                                   |                               |                          |                                                |                      |                                                                                          |
| 22 | 7         | Licht und Schatten                | Light and Shadows             | 28. Feb. 2019            | 1. März 2019                                   | Marta Cunningham     | Ted Sullivan; Idee: Ted Sullivan, Vaun Wilmott                                           |
| Die Discovery trifft auf eine Zeitanomalie, während sie ein Signal des Roten Engels beim Planeten Kaminar untersucht. Pike und Tyler untersuchen die Anomalie in einem Shuttle und schießen eine Sonde hinein. Bald darauf werden sie von derselben Sonde angegriffen, die nunmehr mit einer Technologie aus der Zukunft aufgerüstet ist, die das Computersystem des Shuttles nutzt, um insgeheim Airiam zu infizieren. Sie können das Shuttle und die Sonde mit der Hilfe von Stamets zerstören, dessen Verbindung zum Myzeliennetzwerk es ihm erlaubt, die zeitlichen Diskrepanzen in der Anomalie zu ignorieren. Währenddessen besucht Burnham auf der Suche nach Spock den Planeten Vulkan. Indem sie Amanda Grayson zur Rede stellt, erfährt sie, dass diese Spock versteckt hält, welcher sich in psychologischer Not befindet und verschiedene Sätze und eine Reihe von Zahlen wiederholt. Spocks Vater Sarek weist Burnham an, der Sternenflotte zu glauben und Spock zur Sektion 31 zu bringen, um Hilfe bei der Heilung seines Gehirns zu erhalten. Die Ärzte der Sektion behaupten, dass sie ihm helfen können, aber Georgiou warnt sie, dass Spock den von der Sektion geplanten Einsatz des Erinnerungsextraktors nicht überleben wird. Georgiou erlaubt Burnham, sie anzugreifen und so eine Flucht zu inszenieren, bei der Burnham und Spock von dem Schiff entkommen. |           |                                   |                               |                          |                                                |                      |                                                                                          |
| 23 | 8         | Gedächtniskraft                   | If Memory Serves              | 7. März 2019             | 8. März 2019                                   | T. J. Scott          | Jay Beattie, Dan Dworkin                                                                 |
| Das Raumschiff Enterprise hatte einst den Planeten Talos IV besucht, wo Pike und Spock den Talosianern begegneten – Wesen, die unvorstellbare Illusionen erzeugen können. Pike verliebte sich damals in Vina, eine von den Talosianern gepflegte, verletzte Föderationsangehörige, aber sie konnte den Planeten nicht verlassen und überleben, während Pike sich entschloss, zur Enterprise zurückzukehren. Die Sternenflotte hatte in der Folge den Zutritt zu Talos IV verboten. In der Gegenwart reisen Burnham und Spock insgeheim nach Talos IV, wo die Talosianer Spocks Gehirn heilen, als Gegenleistung für Burnhams Erinnerungen an ihre emotionalen Schädigungen von Spock. Dieser enthüllt, dass er eine Gedankenverschmelzung mit dem Roten Engel hatte, der ein Zeitreisender ist und eine galaktische Katastrophe in der Zukunft verhindern möchte. Stamets versucht, erneut eine Verbindung mit Culber aufzubauen, der eine Identitätskrise durchlebt. Culber schlägt sich mit Tyler, begreift jedoch, dass sie beide eine ähnliche Krise durchleben. Die Discovery nimmt Spock und Burnham wieder auf, nachdem die Talosianer Vina dabei geholfen haben, Pike telepathisch zu kontaktieren, und gegenüber der Sektion 31 Illusionen von Spock und Burnham erzeugt haben, die als Ablenkung dienen. Die Discovery flüchtet nun vor der Sternenflotte. |           |                                   |                               |                          |                                                |                      |                                                                                          |
| 24 | 9         | Projekt Daedalus                  | Project Daedalus              | 14. März 2019            | 15. März 2019                                  | Jonathan Frakes      | Michelle Paradise                                                                        |
| Admiral Cornwell kommt inoffiziell an Bord der Discovery, um Spock zu befragen, und bringt Videoaufnahmen mit, die Spock beim Töten der drei Ärzte zeigen sollen. Saru entdeckt, dass Sektion 31 die Aufnahmen unter Verwendung von Hologrammen gefälscht hat, und Cornwall schickt die Discovery zum Hauptquartier von Sektion 31, wo sich die „Control“ befindet, die Zentrale der künstlichen Intelligenz der Sternenflotte. Control steckt hinter der Fälschung und hat die Sektion 31 so gesteuert, dass sie Spock verfolgt. Burnham, Sicherheitsoffizierin Nhan und Airiam beamen in das Hauptquartier. Dort finden sie das Personal einschließlich der Führungspersonen der Sektion tot auf, nachdem Control die Lebenserhaltungssysteme abgeschaltet hat. Airiam hat die Aufgabe, Control zum geplanten Nutzen der Sternenflotte wiederherzustellen, aber der Virus aus der Zukunft, den Airiam bewahrt, ist Control selbst, und versucht stattdessen, das Wissen der Sphäre über die komplette künstliche Intelligenz in die Datenbank von Control zu laden. Airiam fordert von Burnham, sie ins Vakuum auszustoßen, ehe Control das erwünschte Wissen erlangt, da sie sich dessen Anweisungen nicht widersetzen kann. Burnham weigert sich, die Schleuse zu öffnen, aber das macht Nhan, ehe es zu spät ist. Airiam stirbt und durchlebt dabei ihre Lieblingserinnerungen aus der Zeit, bevor sie technologisch erweitert worden war. |           |                                   |                               |                          |                                                |                      |                                                                                          |
| 25 | 10        | Der rote Engel                    | The Red Angel                 | 21. März 2019            | 22. März 2019                                  | Hanelle M. Culpepper | Anthony Maranville, Chris Silvestri                                                      |
| Bei der Vorbereitung auf Airiams Bestattung wird ihr Computersystem von dem Control-Virus gereinigt, zusammen mit allen anderen Control-Systemen in der Sternenflotte. Dabei bemerkt Tilly einen bioneuralen Scan des Roten Engels in Airiams Code, der zu Burnham passt. Captain Leland von der Sektion 31 enthüllt, dass die Sektion den Zeitreiseanzug des Roten Engels vor 20 Jahren gebaut hat, als es bzgl. temporaler Waffen einen Wettlauf mit den Klingonen gab, und, dass Burnhams Eltern Teil dieses Programms waren, wobei Lelands selbstbekundete, damalige Sorglosigkeit zum Tod der Eltern geführt habe. Nun plant man auf der Discovery, Burnham als Köder für den Roten Engel zu nutzen. Die Discovery reist dazu zum Planeten Essof IV, wo es genügend Energie gibt, um die Falle mit Strom zu versorgen. Burnham lässt sich in der Atmosphäre des Planeten, in der man nicht atmen kann, aussetzen, bis der Rote Engel erscheint. Lelands Raumschiff gelingt es, das Wurmloch hinter dem Roten Engel zu schließen und so künftige Control-KI davon abzuhalten, ihm hindurch zu folgen, auch wenn Leland von der im Schiff nach wie vor aktiven Control-KI der Gegenwart attackiert wird. Der Rote Engel wird in der Falle gefangen und belebt die inzwischen gestorbene Burnham neu, welche die Figur als ihre Mutter wiedererkennt. |           |                                   |                               |                          |                                                |                      |                                                                                          |
| 26 | 11        | Der Zeitsturm                     | Perpetual Infinity            | 28. März 2019            | 29. März 2019                                  | Maja Vrvilo          | Alan B. McElroy, Brandon Schultz                                                         |
| Als das Labor der Burnhams vor Jahren durch Klingonen angegriffen wurde, zog sich Michaels Mutter Dr. Burnham den Zeitreiseanzug an, um damit eine Stunde in der Zeit zurückzureisen und sie vor dem Angriff zu warnen. Stattdessen kam sie 950 Jahre in der Zukunft an, wo sie alle empfindungsfähigen Wesen durch „Control“ zerstört vorfand. Indem sie sich selbst an einen nahen Planeten band, versuchte Dr. Burnham über 840-mal, die Zukunft zu ändern, und schickte dazu auch Menschen auf ihren Planeten Terralysium, um zu testen, wie sie die Geschichte ändern kann. Indem sie versuchte, „Control“ davon abzuhalten, die Daten der Sphäre abzugreifen, kreuzten sich ihre Wege mit denen der Discovery. In der Gegenwart plant die Crew der Discovery, die Daten in den Zeitreiseanzug zu laden und ihn in die Zukunft zu schicken, damit „Control“ darauf nicht zugreifen kann, während Dr. Burnham in der Gegenwart bleibt. Allerdings veranlasst der von „Control“ übernommene Leland insgeheim den Download der Daten auf sein Schiff. Georgiou und Tyler versuchen Leland daran zu hindern, wobei Tyler schwer verletzt wird, aber mit letzter Kraft die Discovery warnen kann. Der Crew gelingt es, die Übertragung nach etwas mehr als der Hälfte der Daten abzubrechen und Dr. Burnham wieder in die Zukunft zu entlassen, während der Anzug nun beschädigt ist. Der von „Control“ besessene Leland flüchtet. |           |                                   |                               |                          |                                                |                      |                                                                                          |
| 27 | 12        | Tal der Schatten                  | Through the Valley of Shadows | 4. Apr. 2019             | 5. Apr. 2019                                   | Douglas Aarniokoski  | Bo Yeon Kim, Erika Lippoldt                                                              |
| Ein neues Signal, nunmehr das vierte von sieben, erscheint über dem Planeten Boreth, einem für Klingonen heiligen Ort, wo sich ein klingonisches Kloster befindet und Mönche die Zeitkristalle bewachen. Tyler und L'Rell hatten einst ihren Sohn bei den Mönchen gelassen, damit er dort erzogen wird. Pike besucht das Kloster, um einen Zeitkristall zu bekommen, und entdeckt, dass der Sohn nun ein Erwachsener namens Tenavik ist. Dieser erklärt, dass das Leben auf Boreth durch die Kristalle bestimmt wird und dass Pike – sofern er einen Kristall haben möchte – nicht im Stande sein wird, die Zukunft zu ändern, die der Kristall ihm zeigt. Pike sieht eine Zukunft, in der er bei einem Unfall schwer verletzt wird, entscheidet sich aber dazu, den Kristall zu nehmen, um dem größeren Ganzen zu dienen. Währenddessen untersuchen Burnham und Spock ein Schiff der Sektion 31, das sich zehn Minuten später als vorgeschrieben gemeldet hatte, und finden alle Crewmitglieder tot vor – mit einer Ausnahme, nämlich Kamran Gant. Dieser ist ein ehemaliger Kollege Burnhams, der von „Control“ besessen ist und versucht, auch Burnham zu übernehmen. Spock kann „Control“ mit Magnetismus aufhalten, danach fliehen er und Burnham zurück auf die Discovery. Die Flotte der Sektion 31 erscheint rasch, wodurch sich Pike dazu gezwungen sieht, die Selbstzerstörung der Discovery anzuordnen, um die Daten der Sphäre von „Control“ fernzuhalten. |           |                                   |                               |                          |                                                |                      |                                                                                          |
| 28 | 13        | Solch süße Trauer                 | Such Sweet Sorrow             | 11. Apr. 2019            | 12. Apr. 2019                                  | Olatunde Osunsanmi   | Alex Kurtzman, Jenny Lumet, Michelle Paradise                                            |
| Die Discovery flieht vor der sich nähernden Flotte der Sektion 31, trifft sich mit der Enterprise und evakuiert alle Personen dorthin. Von der Enterprise aus initiieren Pike und Saru die Selbstzerstörungssequenz der Discovery, aber die Sphärendaten übernehmen die Kontrolle der Discovery-Computersysteme, wodurch die Zerstörung verhindert wird. Zudem verteidigt sich die Discovery nun selbst gegen Torpedo-Beschuss von der Enterprise. Burnham schlägt vor, den Zeitkristall zu benutzen, um die Discovery in die Zukunft zu schicken, wo „Control“ nicht auf sie zugreifen könnte. Dazu plant Burnham, eine Kopie des Zeitreiseanzugs ihrer Mutter zu tragen und so das Schiff durch die Zeit zu führen. Pike willigt ein und übernimmt wieder das Kommando über die Enterprise, um „Control“ abgelenkt zu lassen. Ein neues Signal erscheint und führt die Discovery und die Enterprise zum Planeten Xahea, der von der Königin Me Hani Ika Hali Ka Po beherrscht wird, einer Freundin von Tilly. Diese Freundschaft wurde in der ersten Episode von Short Treks vorgestellt und dadurch die beiden Serien verbunden. Als Ingenieurin hilft Po Stamets, Tilly und Reno dabei, den Anzug und den Zeitkristall für die Reise vorzubereiten. Einige der Discovery-Crewmitglieder entscheiden sich, bei Burnham zu bleiben, so auch Georgiou, während Saru durch Pike zum amtierenden Captain ernannt wird. Als die Flotte der Sektion 31 ankommt, bereiten sich die Discovery und die Enterprise auf eine Schlacht vor, während Zeitreiseanzug und Zeitkristall fertiggestellt werden. |           |                                   |                               |                          |                                                |                      |                                                                                          |
| 29 | 14        | Süße Trauer, Teil 2               | Such Sweet Sorrow, Part 2     | 18. Apr. 2019            | 19. Apr. 2019                                  | Olatunde Osunsanmi   | Alex Kurtzman, Jenny Lumet, Michelle Paradise                                            |
| Tyler erreicht, dass die klingonische Flotte der Discovery und der Enterprise in der Raumschlacht hilft, während Siranna mit Ba’ul-Kämpfern ankommt, nachdem sie von Saru eine Abschiedsnachricht erhalten hat. Stamets wird ernsthaft verletzt und von Culber behandelt. Ein Photonentorpedo der Sektion 31 schlägt in der Untertassensektion der Enterprise ein, zunächst aber, ohne zu detonieren. Nachdem Admiral Cornwell zum Schutze des Schiffes die Umgebung des Einschlagsortes hermetisch verschlossen hat, explodiert der Torpedo aber und tötet sie. Im Zeitreiseanzug reist Burnham in die Vergangenheit und setzt die fünf Signale ab, die sie bis zu diesem Punkt geführt hatten. Danach setzt sie ein sechstes Signal fest, damit die Discovery ihr bei ihrer Reise in das Terralysium der Zukunft folgen kann, und verspricht, ein siebentes bei ihrer Ankunft abzusetzen. Der von „Control“ besessene Leland kommt an Bord der Discovery und wird besiegt, als Georgiou die Naniten in seinem Körper magnetisiert, wodurch die Flotte der Sektion 31 zerstört wird. Die Crew der Enterprise übermittelt an die Sternenflotte, dass die Discovery in der Schlacht zerstört worden sei, und erhält den Befehl, nie wieder über die Discovery oder ihre Crew zu sprechen – auf Spocks Empfehlung hin aus dem Grund, um einen weiteren Zwischenfall wie den mit „Control“ zu vermeiden. Tyler erhält das Kommando über die Sektion 31. Monate später spürt die Enterprise das siebente Signal auf. |           |                                   |                               |                          |                                                |                      |                                                                                          |

## Kritik
An der zweiten Staffel lobten Kritiker die Darstellung des Captains durch Anson Mount. Zum Beispiel meinte Ralf Döbele bei fernsehserien.de, dass Mount mit seiner Darstellung „Autorität, Herzlichkeit und Gravitas“ verströme. Als einen „Gewinn für die Serie“ lobte ihn der Kritiker Matthias Halbig in den Schaumburger Nachrichten.
Im IT-Magazin golem.de äußerte sich der Rezensent Tobias Költzsch zufrieden über die Staffel: Sie sei insgesamt „sehr gelungen“ und reich an Facetten, Wendungen und Überraschungen. Im Vergleich zur ersten Staffel gebe es eine akzeptablere, weil weniger Raum einnehmende Menge an Actionsequenzen und wirke das Staffelende „wesentlich besser durchdacht“, „geordneter und nachvollziehbarer“.
Etliche Kritiker gaben sich jedoch nicht vollständig zufrieden mit der Staffel und konstatierten insbesondere erzählerische Schwächen. Döbele etwa meinte, dass die Serie in dieser Staffel „noch immer […] unter einer Schieflage zwischen emotionalen Charaktermomenten und Action-Inferno sowie unter ausgeprägter Hetzerei“ leide, „der nicht nur konsequente Figuren-Entwicklung, sondern immer wieder auch der ordentliche, sinnvolle Aufbau einzelner Szenen geopfert“ würden. Die Macher hätten es etwa versäumt, „wirkungsvoll zu erforschen“, wie sich Michael Burnhams Position in der Kommandohierarchie der Sternenflotte „auf einen noch derart jungen Offizier auswirkt“. Stattdessen jagten sie Burnham „von einem Trauma durch das nächste.“ „Control“, die künstliche Intelligenz aus der Zukunft, sei „mit zahlreichen Logik-Löchern und nicht klar umrissener Motivation für die Vernichtung allen Lebens“ behaftet und vermittele „das Gefühl eines blassen, modernisierten Abklatsches der Borg“. Ärgerlich und der Bedeutung Star Treks widersprechend sei es, das Thema „künstliche Intelligenz auf derart simplistische Art und Weise als Feind zu dämonisieren“.
Im IT-Magazin heise online kritisierte Fabian A. Scherschel die Handlung als „so zusammengeschustert, […] dass man von Plot-Löchern gar nicht mehr reden“ könne, betonte mehrfach „eklatante Plot-Schwächen“ und fragte mit Unverständnis zum Beispiel: „Wieso weiß Pike am Anfang der Staffel, dass es sieben Lichtsignale gibt, wenn Burnham sie offensichtlich zu verschiedenen Zeitpunkten auslöst, von denen sechs im Moment von Pikes Aussage in der Zukunft liegen?“ Der aus Voyager bekannte Kunstgriff am Ende der zweiten Staffel, die Discovery „einfach mal kurzerhand“ dahin zu „verschieben, wo keine Föderation und keine störenden Plot-Konsequenzen lauern“, mache unverständlicherweise „bis auf ein paar zwischenmenschliche Konflikte innerhalb der Crew alle bisher erlebten Abenteuer bedeutungslos“ – das ist ein Kritikpunkt, der zum Beispiel auch im US-Unterhaltungsmagazin Entertainment Weekly geäußert wurde.
In der New York Times beanstandete der Kritiker Sopan Deb den auch von Scherschel bemängelten Umstand, dass die Discovery am Staffelende den Zeitsprung in die Zukunft durchführt, obwohl „Control“ bzw. Leland zu dem Zeitpunkt von Georgiou schon getötet worden ist. Die letzte Episode sei „ein uneinheitliches Finale für eine uneinheitliche Serie“, so Deb. Obwohl sicherlich eine Verbesserung gegenüber der ersten Staffel, sei die Serie nach wie vor auf der Suche nach einem Fundament.
Bei Entertainment Weekly bewertete der Kritiker Darren Franich die Staffel mit der Note C- auf der US-Schulnotenskala und kritisierte sie als schlechter als die erste Staffel sowie als „überfüllt mit schlaffen Handlungsteilen, die ewig brauchten, um ins Nirgendwo zu führen“: Während Burnham auf der Suche nach ihrem Halbbruder Spock war, sei es nur um Spock gegangen, nach seiner Ankunft hingegen nur um die Sphäre.